# Anthocercis
Anthocercis es un género de plantas arbustivas perteneciente a la familia Solanaceae. Es un endemismo estricto de Australia. Comprende 14 especies descritas y de estas, solo 10 aceptadas.

## Taxonomía
El género fue descrito por Jacques Julien Houtton de La Billardière en Novae Hollandiae Plantarum Specimen, vol. 2, p. 19, 1806. La especie tipo es Anthocercis littorea Labill., 1806.
Etimología
- Anthocercis: nombre genérico compuesto por los vocablos griegos: άνθος, flor y χερχίς, en forma de lanzadera, de huso, o sea «flor estrellada» en alusión a la corola estrechamente lobulada.[3][4]

## Especies aceptadas
- Anthocercis anisantha Endl.
- Anthocercis angustifolia F.Muell.
- Anthocercis fasciculata F.Muell.
- Anthocercis genistoides Miers
- Anthocercis gracilis Benth.
- Anthocercis ilicifolia Hook.
- Anthocercis intricata F.Muell.
- Anthocercis littorea Labill.
- Anthocercis sylvicola T.Macfarlane & Wardell-Johnson
- Anthocercis viscosa R.Br.[2]